# Staatliche Münze Stuttgart
Die Staatliche Münze Baden-Württemberg Standort Stuttgart, ehemals Staatliche Münze Stuttgart, mit Sitz in Stuttgart-Bad Cannstatt ist die größte der fünf deutschen Münzprägeanstalten. Neben der Staatlichen Münze Karlsruhe ist sie einer von zwei Standorten der Staatlichen Münzen Baden-Württemberg. Münzzeichen der Prägeanstalt ist ein „F“.
Zusammen mit dem Standort Karlsruhe zeichnet die Münzprägeanstalt in Stuttgart verantwortlich für ca. 40 % aller Umlaufmünzen in Deutschland, dazu gehören Gedenkmünzen der Bundesrepublik Deutschland, die ebenfalls anteilig geprägt werden, sowie eine 10-Euro-Gedenkmünze pro Jahr, die ausschließlich durch die Staatliche Münze Stuttgart ausgegeben wird. Des Weiteren werden hier auch Gedenkprägungen ohne Nominalwert hergestellt. Insgesamt werden bis zu 2 Millionen Münzen pro Tag produziert. Dazu werden 63 Mitarbeiter beschäftigt.

## Geschichte
Am 17. Januar 1374 wurde Graf Eberhard II. von Württemberg durch Kaiser Karl IV. das Recht der Münzprägung verliehen. Stuttgart wurde zur Hauptmünzstätte in Württemberg.
Im 15. bis 17. Jahrhundert wurden die hier geprägten Münzen entweder mit dem Prägebuchstaben „S“ oder dem vollen Namen des Prägeorts „Stuttgart“ versehen. Teilweise wurde auch das Wappentier, das „Rössle“, abgebildet. Erst nach der Gründung des Kaiserreichs 1871 wurde der Prägebuchstabe „F“ eingeführt.
Jahrhundertelang wurden die Münzen in der Stuttgarter Innenstadt nahe dem Marktplatz und dem Alten Schloss in einer kleinen Prägestätte geschlagen (s. Zeichnung Alte Münze Stuttgart von Dorothea Heckmann-Dauner).
Heute erinnert die Münzstraße noch daran. 1844 zog die Prägeanstalt in die Neckarstraße 19 um, wo König Wilhelm I. ein repräsentatives Palais errichten hatte lassen. Im Zweiten Weltkrieg wurde das Gebäude stark beschädigt und diente nach einer notdürftigen Instandsetzung bis 1967 als Münzstätte. Seitdem befindet sich die Münzstätte in der Reichenhaller Straße in Bad Cannstatt, die eine Nutzfläche von 6000 Quadratmetern aufweist.
1998 schlossen sich die Staatlichen Münzen in Karlsruhe und Stuttgart zu den Staatlichen Münzen Baden-Württemberg zusammen.

## Gebäude
Die Stuttgarter Münze hatte von 1344 bis 1967 ihren Sitz in wechselnden Gebäuden, die alle zerstört sind. Seit 1967 residiert sie in der Reichenhaller Straße 58 in Stuttgart-Bad Cannstatt.

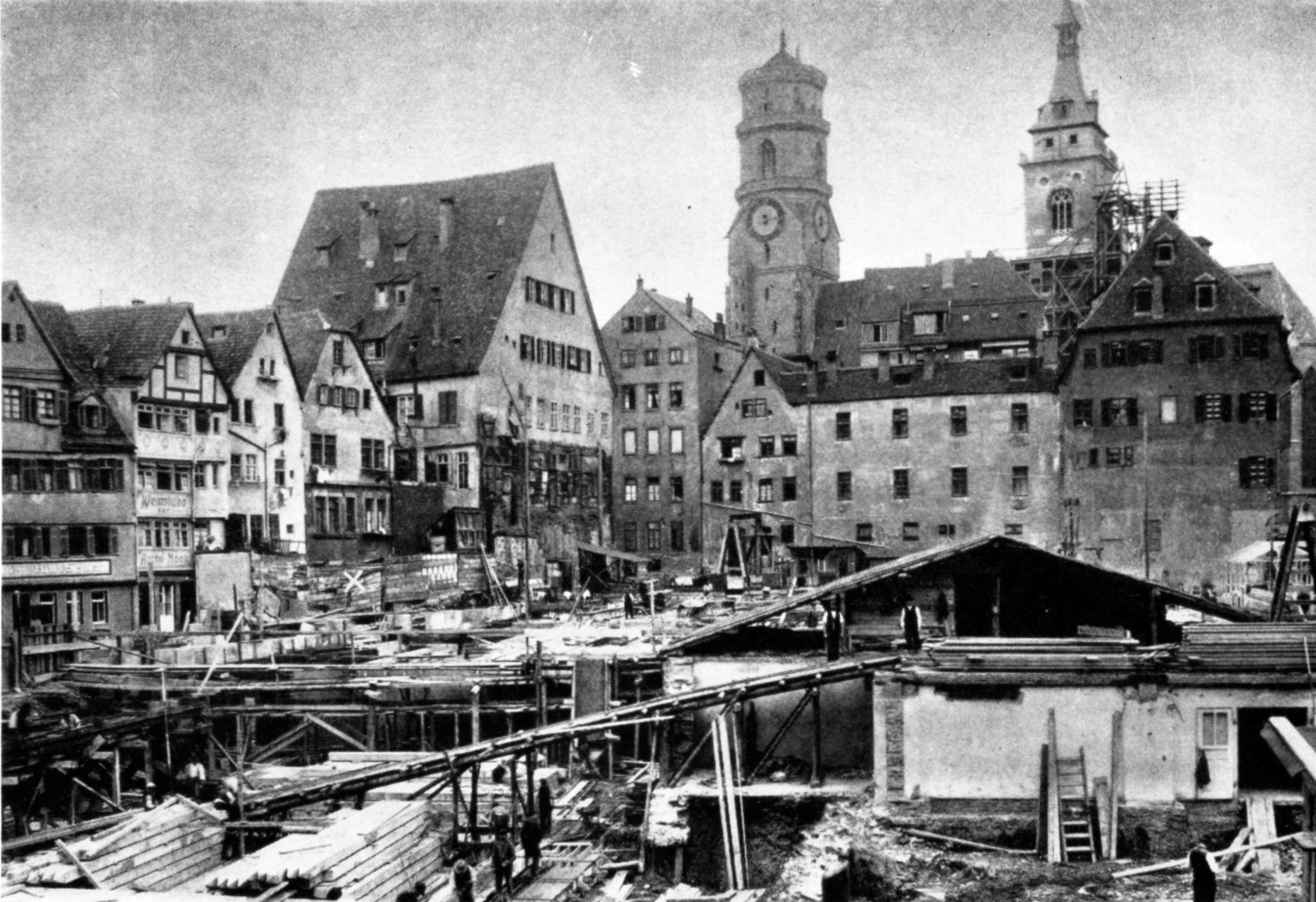
1374–1450, Enge Straße 6 (durch ein weißes X markiert).
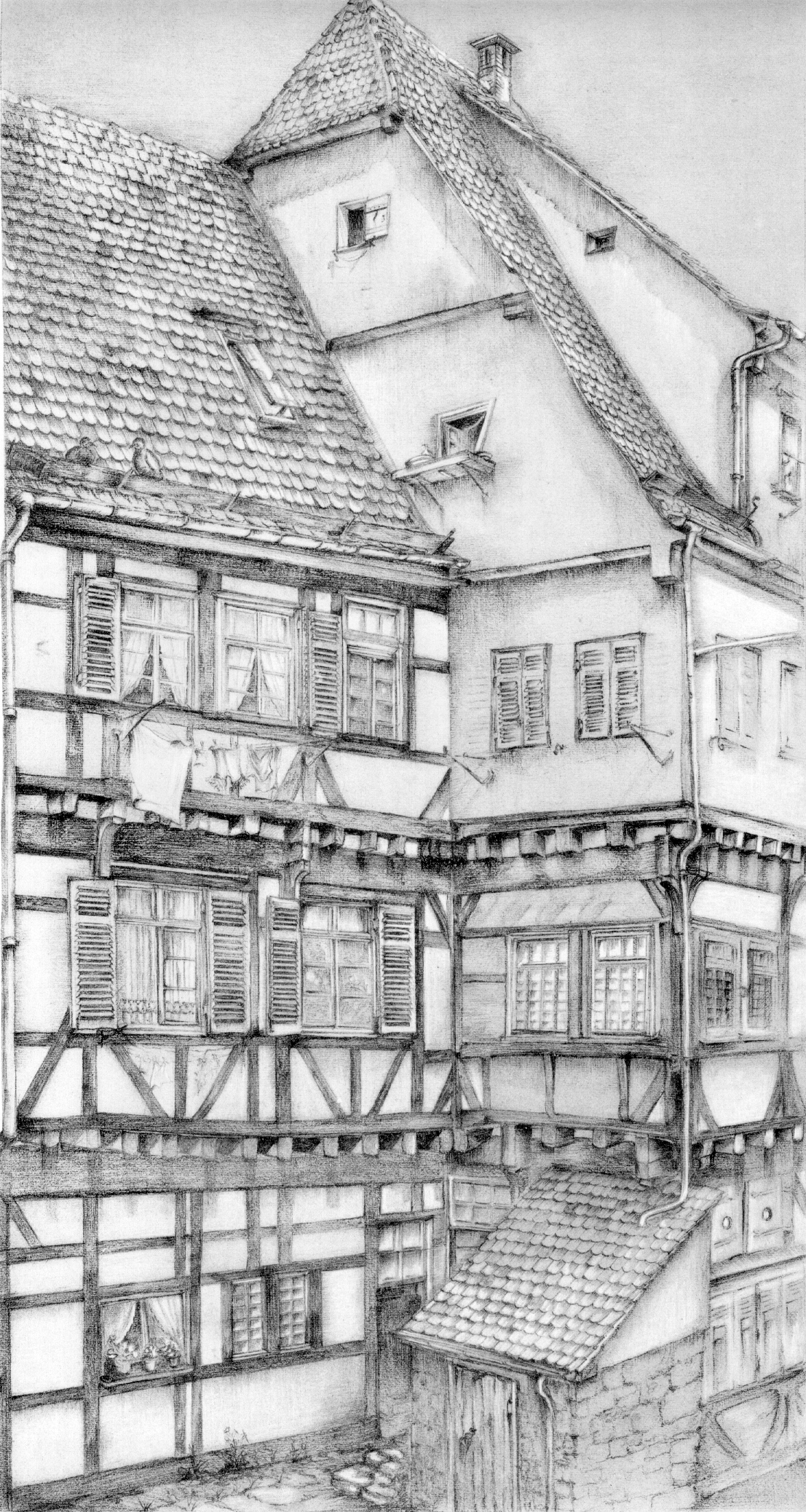
1450–1724, Turmstraße 2.
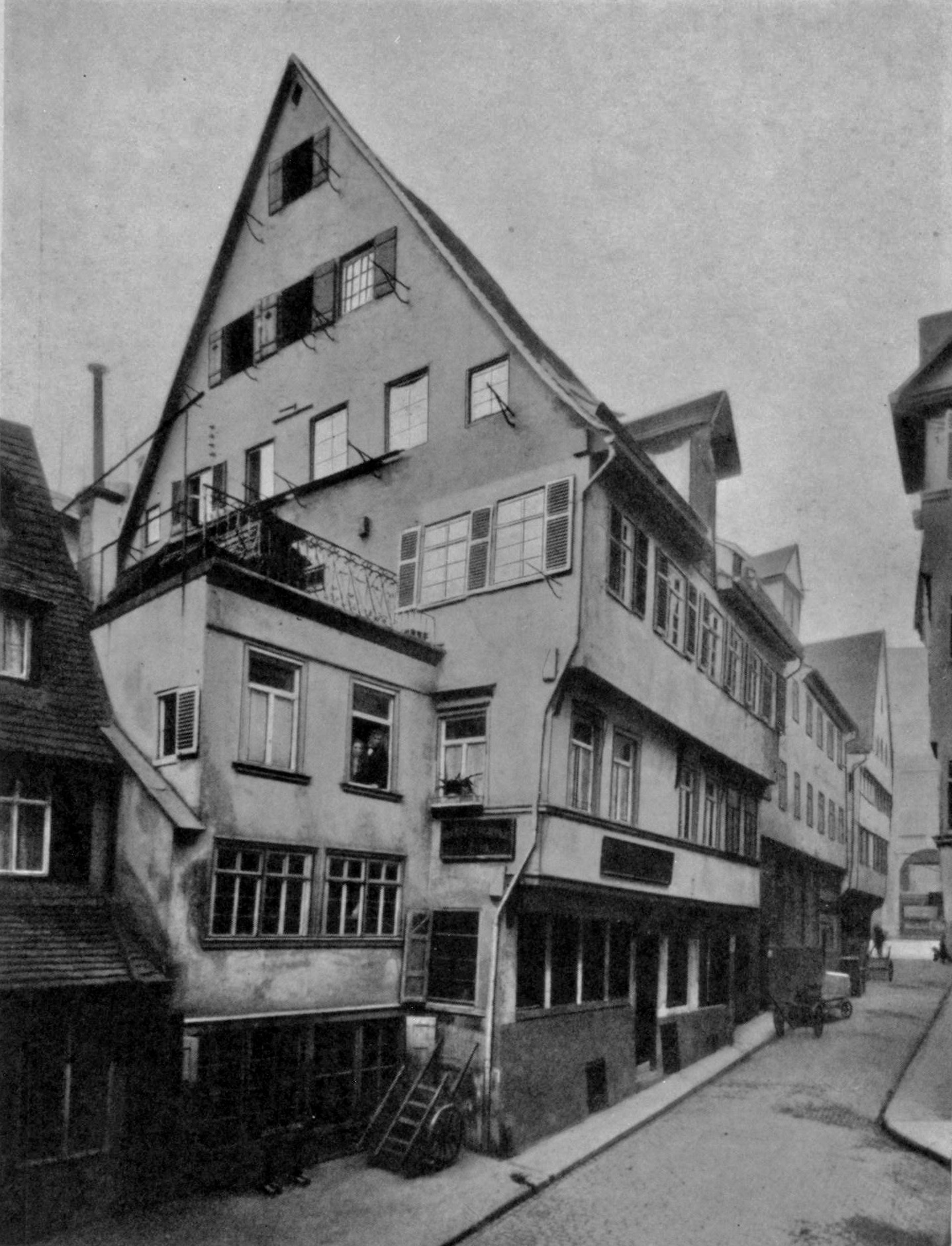
1724–1736, Turmstraße 1.
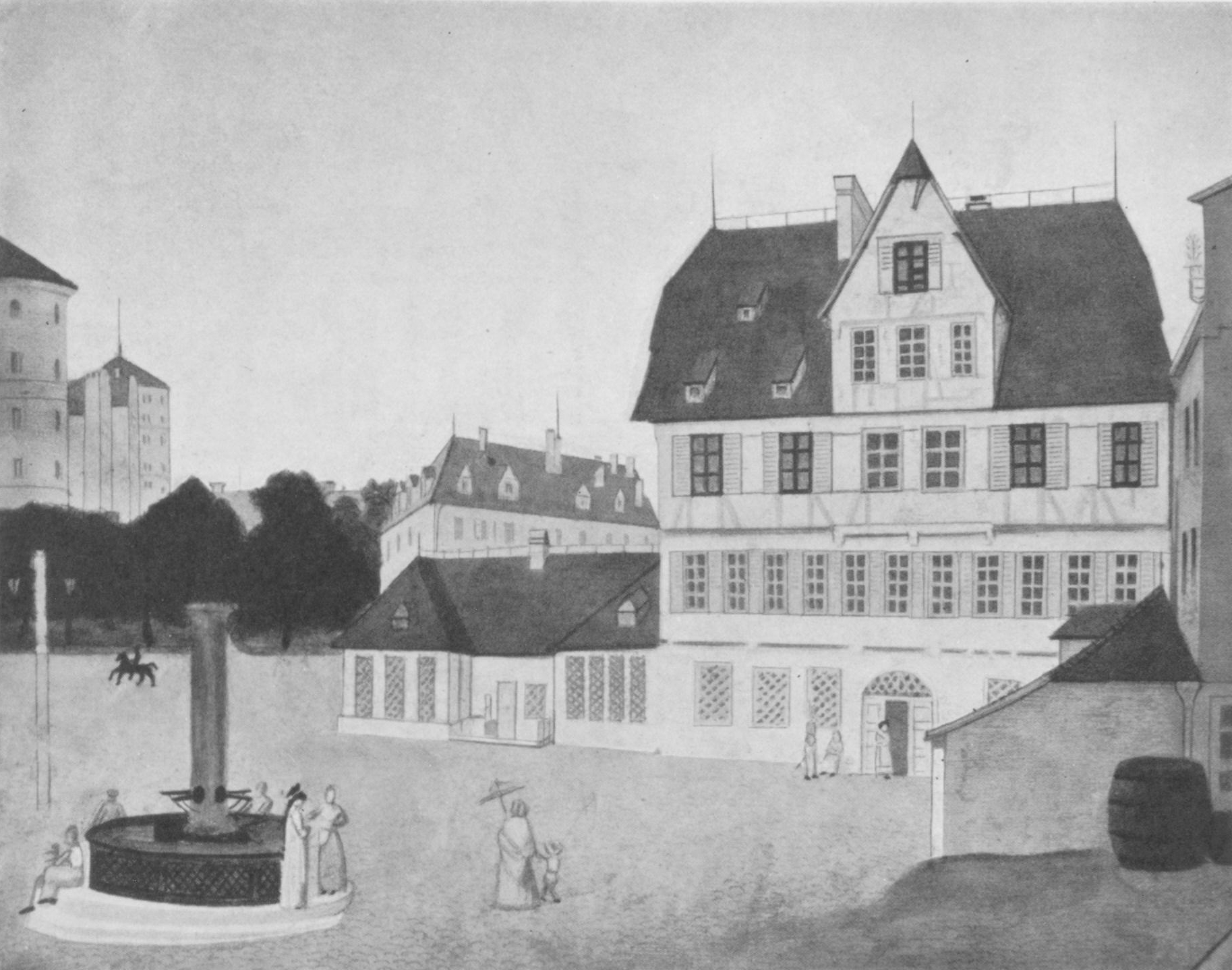
1736–1844, Bergratsgebäude am Dorothheenplatz 4.
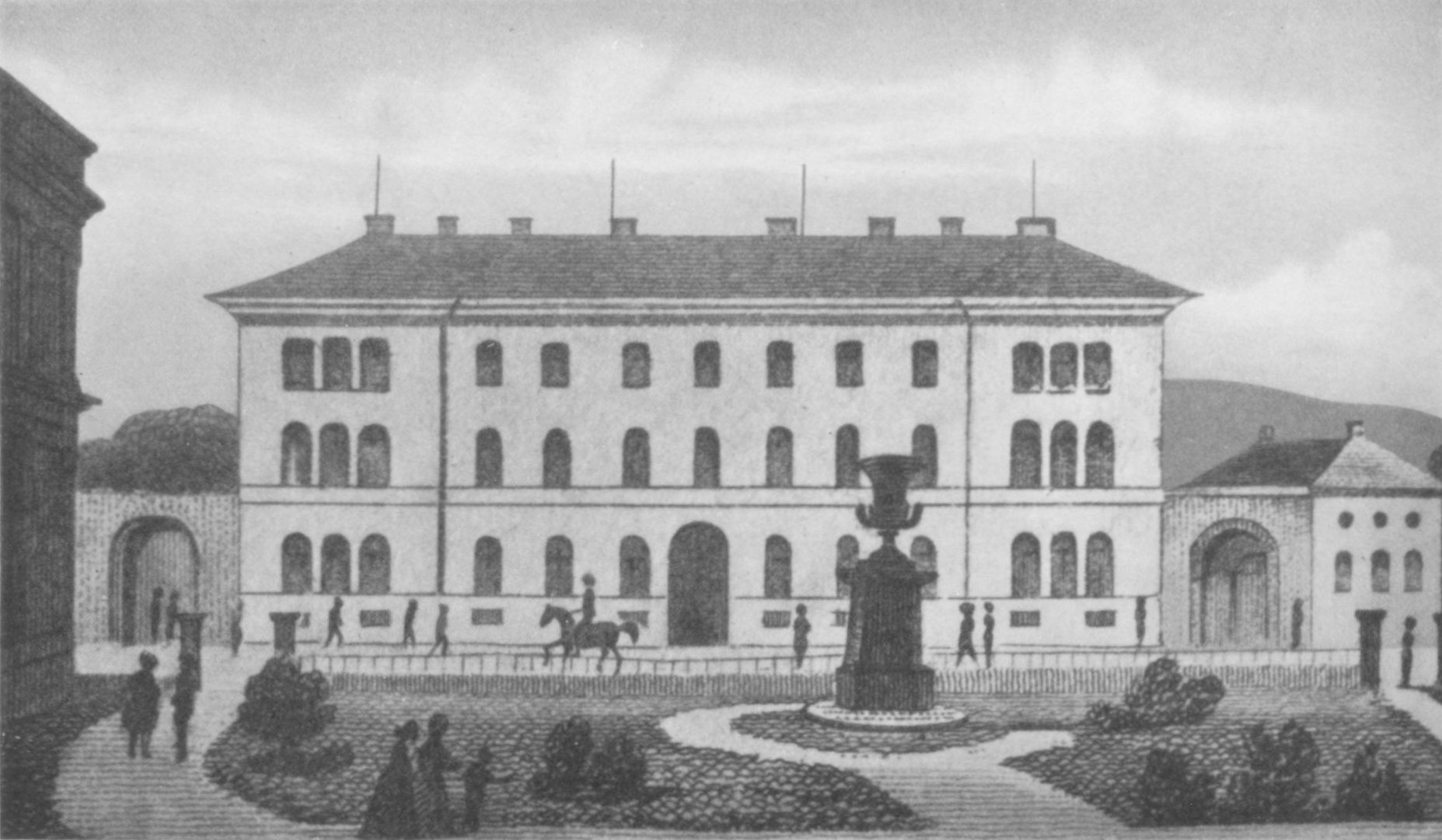
1844–1967, Neckarstraße 19 vorn: Alte Staatsgalerie.
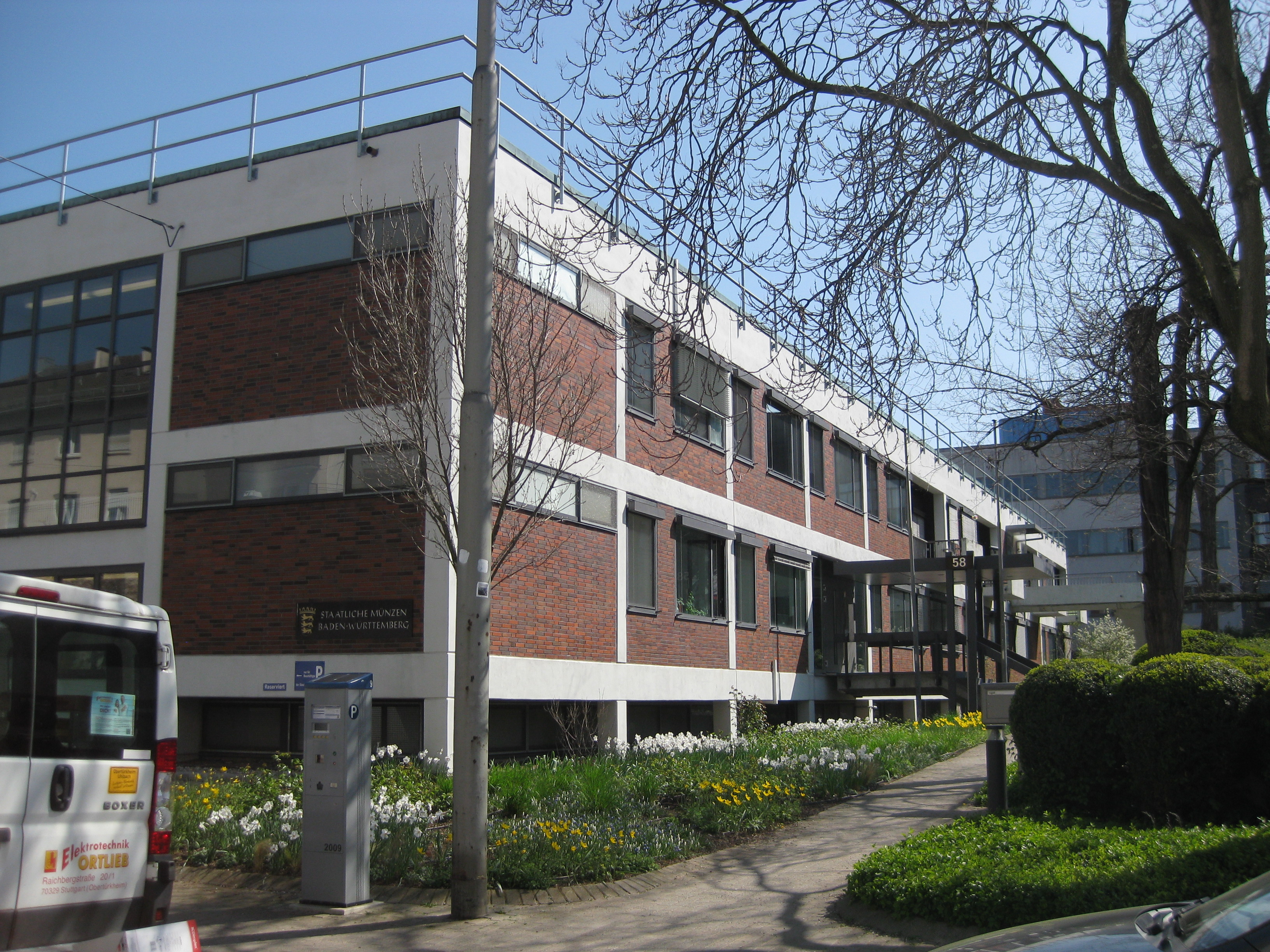
Ab 1967, Reichenhaller Straße 58.

## Prominente Besuche
- 1803 und 1804 Kurfürst Friedrich II. jeweils mit Prägung einer Münzbesuchsmünze im Wert von 1 Dukaten
- 1. November 1825 König Wilhelm I. mit Prägung einer Münzbesuchsmünze im Wert von 10 Gulden
- 21. November 1844 König Wilhelm I. in der neuen Münze mit Prägung von Münzbesuchsmünzen im Wert von 4 Dukaten und 1 Gulden, Medailleur: Gottlob August Dietelbach
- 7. November 1845 Königin Pauline und die Prinzessinnen mit Prägung einer Münzbesuchsmünze im Wert von 1 Gulden